# Vladimír Lodr
Vladimír Lodr, né le 30 juin 1934, est un ancien joueur et entraîneur tchécoslovaque de basket-ball. 

## Palmarès
- Champion de Tchécoslovaquie 1955, 1956, 1960